# Maladie de Newcastle
 Mise en garde médicale
La maladie de Newcastle, aussi appelée « pseudopeste aviaire », « pneumoencéphalite aviaire » ou « maladie de Ranikhet », est une maladie présente partout dans le monde, très contagieuse et souvent grave, qui affecte les oiseaux, notamment les volailles domestiques.
 La morbidité et la mortalité varient fortement selon la virulence de la souche, l'immunité et l'état de l'animal et d'autres facteurs environnementaux.
Sous le nom générique de « peste aviaria » (ou « peste aviaire »), elle a longtemps été confondue avec l'Influenza aviaire ou grippe aviaire, voire avec le choléra des poules. Elle peut encore être facilement confondue avec la grippe aviaire, dont les symptômes sont identiques. Seule l'analyse en laboratoire permet de poser un diagnostic fiable. Des tests plus pratiques sont attendus sur le marché.

## Histoire
Comme ce fut le cas pour la peste (ou grippe) aviaire, les vétérinaires pensent d’abord que la maladie est d’origine bactérienne. 
En 1901, Centanni et son élève Savonuzzi constatent que l’agent pathogène de cette zoonose (encore confondu avec la grippe) traverse un filtre en terre poreuse, et qu’on ne peut le cultiver en milieux artificiels comme une bactérie. Ils concluent qu'il s’agit donc d’un agent différent et bien plus petit.
Peu après la découverte du virus Influenza A de l'influenza aviaire, lors d’une  épizootie qui décime les poulaillers des Indes néerlandaises en 1926, Kraneveldt décrit la maladie de Newcastle ou « pseudo - peste aviaire ». L'année suivante, Doyle[Lequel ?] décrit la maladie à Newcastle. Ils devinent tous deux qu’elle diffère de la peste aviaire, mais le virus ne sera identifié qu’en 1955 et classé dans la famille des Paramyxoviridae et dans le genre Avulavirus.
En 1959, on distingue l’Influenza aviaire HP (hautement pathogène) de la maladie de Newcastle, qui pour ses formes hautement pathogènes, est parfois qualifiée de « maladie de Newcastle forme exotique » (MNFE) ou « maladie de Newcastle forme vélogénique viscérotropique ».

## Aire de répartition
Le virus peut affecter tous les lieux où vivent des oiseaux. Il est endémique dans de nombreux pays du monde, mais les élevages de certains états européens bénéficient d'un statut indemne depuis plusieurs années, ce qui laisse penser que l'élevage et le transport légal ou illégal des volailles, poussins ou canetons de 1 jour, d’oiseaux exotiques ou de plumes, fumiers, carcasses, etc. jouent - comme pour la grippe aviaire - un rôle important de réservoir et/ou vecteur du virus quand les bonnes pratiques n’y sont pas strictement respectées et contrôlées.

## Modes de dissémination
Le virus naturel est probablement diffusé par les oiseaux migrateurs, mais les épizooties chez la volaille semblent liées aux pratiques avicoles. L’Agence canadienne d'inspection des aliments (ACIA), estime comme la plupart des experts que la première source de diffusion du virus sont les personnes travaillant dans le secteur de la volaille dont les acheteurs de volaille, livreurs d’aliments pour animaux ou les aviculteurs eux-mêmes. Le virus, très résistant, est facilement véhiculé sur leurs habits, sous leurs chaussures et sur leurs instruments ou véhicules.
Dans les pays riches, la maladie est surveillée chez la faune sauvage où elle semble poser moins de problème que dans les élevages.  
Les oiseaux sauvages peuvent être très exposés aux virus via le lessivage des eaux de nettoyage des poulaillers et surtout via l’épandage de fientes contaminées sur les champs agricoles où se nourrissent de nombreux oiseaux. Le compostage des excréments (dont ceux de pigeons) dans de bonnes conditions réglerait le problème, mais il est rarement pratiqué : les fientes seules sont trop riches en nutriments pour être compostées, il faut les mélanger avec des végétaux, du bois en mettant le tas de compost à l'abri des oiseaux.

### Chez l'Homme?
Le risque sanitaire est réputé nul à quasiment-nul pour l’Homme, qui n'est pas censé être sensible au virus. 
Le virus n’a donc pas d’incidence importante sur la salubrité des produits de la volaille et des œufs - pour la consommation humaine - bien que les œufs d’oiseaux malades perdent rapidement une partie de leurs qualités. 
La littérature signale cependant quelques cas de conjonctivite induites chez l’homme (conjonctivite à bacille de Weeks) lorsqu’il est exposé à une forte concentration du virus, ou à la suite de contacts répétés et proches avec des oiseaux malades ou des produits contaminés. Les aviculteurs doivent éviter la formation d’aérosols (par brumisation d'eau sur les substances sèches susceptibles de produire de la poussière par exemple) pouvant provoquer la contamination de yeux et des muqueuses.
C'est via les impacts économiques pour la filière avicole et les pertes dans les basses-cours familiales des familles pauvres ou isolées que le virus affecte l'Homme. Dans les pays pauvres, la maladie prive les familles de leur première source de protéines, et dans les pays riches, elle induit des coûts élevés : la Californie et ses producteurs de volaille industrielle ont par exemple été touchés de 1971 à 1973 par une forme très pathogène du virus. Il a fallu dépenser 50 millions de dollars US pour éliminer près de 12 millions d’oiseaux infectés dans cet état, ce qui n’a pas empêché le virus d'y réapparaître en 2002 avant de diffuser en Arizona, au Nevada et au Texas, engendrant de nouvelles mesures coûteuses pour son contrôle (recherche, élimination, vaccination et suivi).

## Le virus

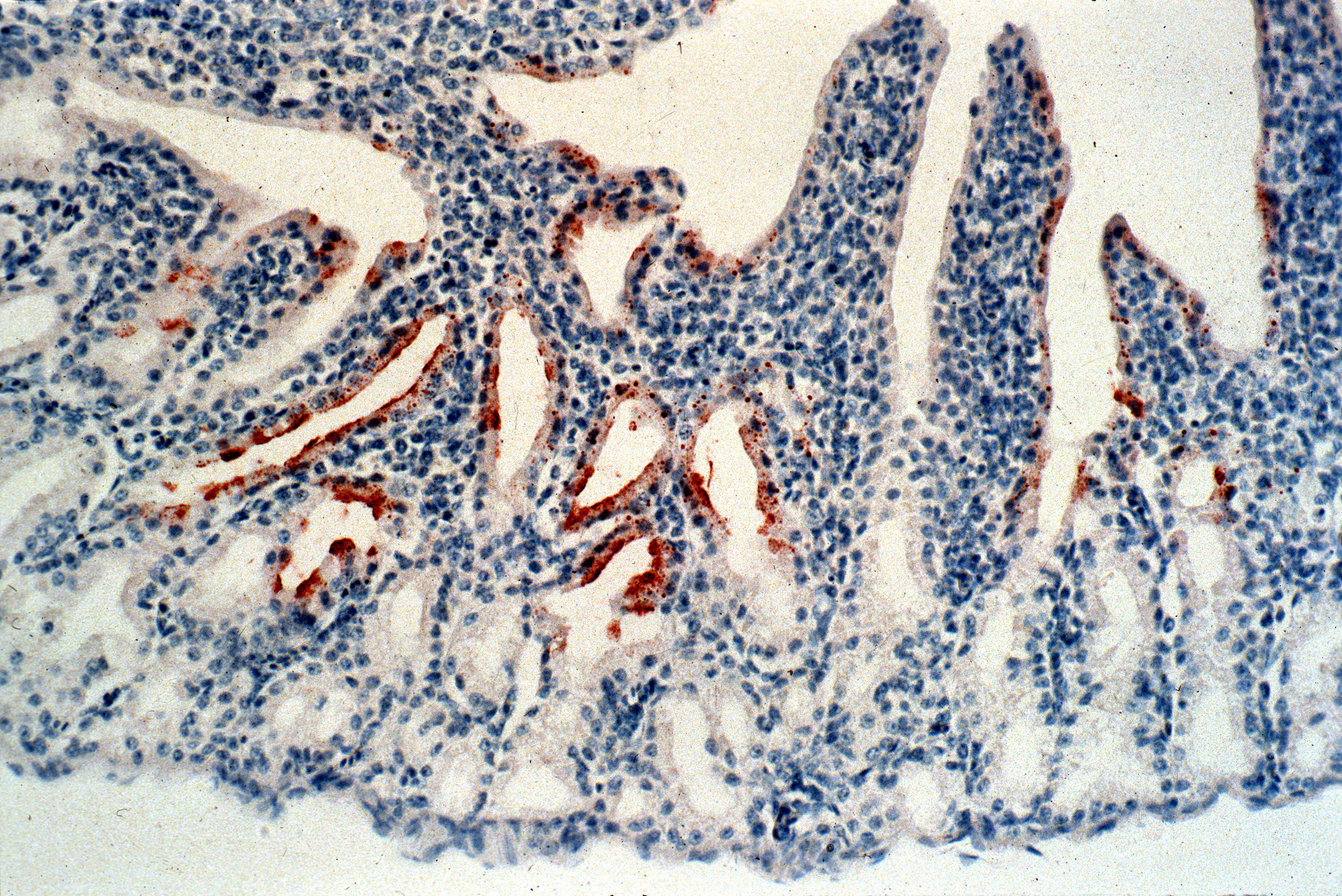
Virus dans la conjonctive d'un poulet (traces brunes).

Le virus de la maladie de Newcastle est un paramyxovirus de type 1. C'est donc un virus à enveloppe, fragile dans le milieu extérieur mais résistant au froid.
C’est un virus ARN-, à un seul segment (à la différence de la grippe qui a 8 segments), dit monocaténaire. Les virus à ARN mutent facilement et souvent ce qui peut rendre les stratégies pharmaceutiques et vaccinale plus complexes et difficiles.
L’enveloppe, d'un diamètre de 150 à 300 nm, présente 2 types de spicules glycoprotéiniques. Elle est caractérisée par : 
- une glycoprotéine HN, possédant les activités hémagglutinante et neuramidasique, permettant l'attachement du virion sur des récepteurs membranaires à la surface de la cellule et son relarguage ;
- une glycoprotéine F qui permet la fusion entre l'enveloppe virale et la membrane cellulaire[3].

La culture du virus se fait aisément dans des œufs de poule embryonnés ou in vitro (sur fibroblastes d’embryons de poulet ou sur des cellules rénales de poulet).

### Durée de vie
Le virus est très résistant à température ambiante, 
Il reste infectieux :
- longtemps (plusieurs mois) dans les matières fécales ;
- 2 à 3 mois au sol, dans un poulailler ;
- 7 à 8 mois sur une coquille souillée ;
- 2 ans et plus dans une carcasse non cuite et congelée.

### Incubation
La durée d'incubation est de :
- 4 à 6 jours selon l'OIE ;
- 2 à 15 jours selon d’autres sources (ACIA par ex).

### Trois types de souches
Comme pour la grippe, on classe les souches selon leur virulence en distinguant : 
- des souches vélogènes (très virulentes, induisant une mortalité approchant ou atteignant les 100 %, avec une attaque systémique, ou au moins viscérale ou nerveuse associée ou non à des troubles respiratoires) ;
- des souches mésogènes (moyennement virulentes) produisant une affection respiratoires avec troubles nerveux pour une mortalité atteignant 50 % chez les jeunes oiseaux ;
- des souches lentogènes (faiblement virulentes, non mortelles, produisant quelques troubles respiratoires et parfois n’induisant aucun symptôme) ; ce sont par exemple les souches Hitchner B1 et La Sota.

### Sources de virus
Elles sont liées aux organes ciblés par le virus, qui varient selon la souche virale, l'état et l'histoire immunitaire et peut-être le patrimoine génétique de l'oiseau touché. Il exprimera le virus dans :  
- les sécrétions bronchiques et matières fécales ;
- toutes les parties de la carcasse.

Les virus sont excrétés dès l'incubation et sur une période variable lors de la convalescence, quelques jours à deux semaines, rarement plus, mais pour des raisons mal comprises, certains psittacidés excrètent des virus (par périodes intermittentes) durant quelques mois à un an (voire plus ?).

### Moyens de désinfection
Le virus est inactivé :
- à 56 °C pendant 3 heures ou 60 °C pendant 30 minutes ;
- par  pH acide.

Il est détruit par exemple par le formol, le phénol, l’éther, l’alcool à 75° ou des solutions de soude à 2 %, de crésyl à 1 %, ou encore d’ammonium quaternaire à 0,1 % (en 5 minutes, à +20 °C).

## Diagnostic

### Signes cliniques

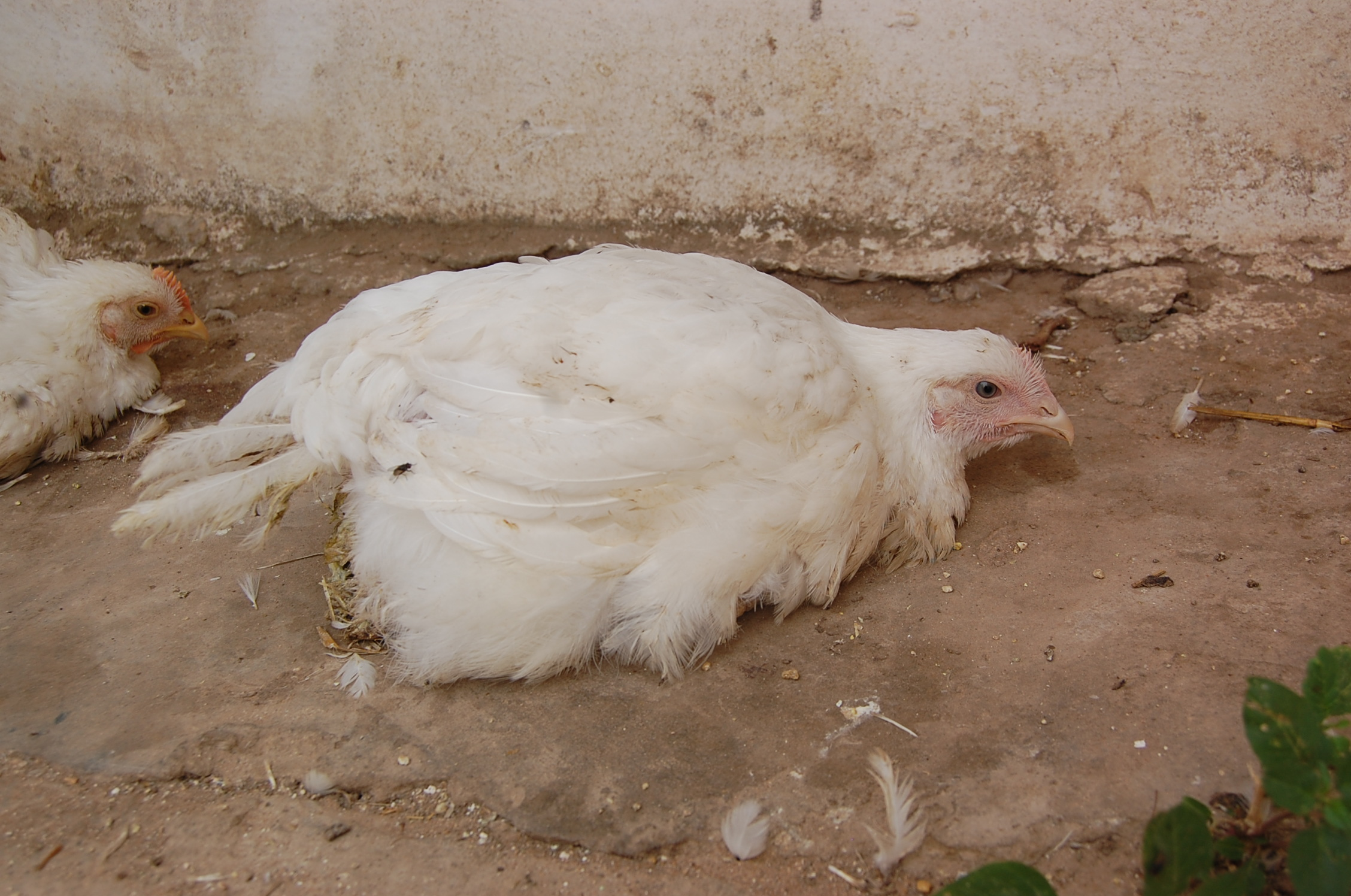
Poule atteinte.

#### Signes respiratoires
Éternuement, respiration haletante (dyspnée), écoulement nasal, toux.

#### Signes généraux
Ils traduisent des atteintes des systèmes digestif, hormonal, nerveux et musculaire : des signes de dépression (atonie, perte d'appétit, chute de la production d'œufs et coquilles rugueuses et fines, contenant un albumen clair et liquide) sont accompagnés de problèmes de posture (les ailes tombent et traînent le long du corps, l'animal traîne les pattes est indolent), puis l’animal tourne en rond, avec la tête qui oscille, le cou qui se tord, des torticolis avant que le corps se tétanise. Après quoi l’oiseau meurt rapidement, probablement par asphyxie.

### Lésions

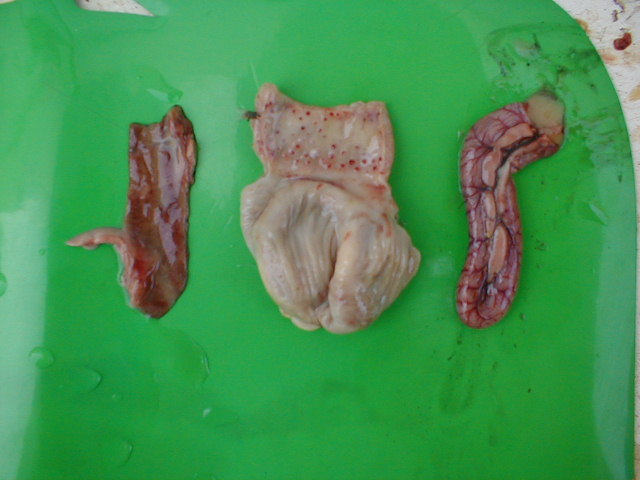
Lésions du système digestif (poule).

Les lésions varient selon les cas. Elles sont proches de celles induites par l'influenza aviaire :
- œdème des tissus interstitiels ou péritrachéaux (cou) notamment à la hauteur du bréchet, accompagnés parfois d'hémorragie de la muqueuse trachéale, de pétéchies (taches rouges) et d'ecchymoses sur la muqueuse de l'estomac glandulaire, autour des glandes à mucus
- œdème, hémorragies, nécrose et/ou ulcérations du tissu lymphoïde de la muqueuse intestinale
- œdème, hémorragies ou dégénérescence des ovaires

Comme pour la grippe, l'identification se fait par analyse en laboratoire (et peut-être bientôt sur biopuce) à partir : 
1. de prélèvements issus d'écouvillonnage trachéaux et/ou cloacaux (ou prélèvements fécaux) chez les oiseaux vivants,
2. ou à partir d'organes et de fèces extraits de cadavres d'oiseaux.

Les tests sérologiques se font sur des échantillons de sang coagulé ou de sérum. Ce sont des tests d'inhibition de l'hémagglutination ou des tests ELISA.

### À ne pas confondre avec…
Le diagnostic différentiel doit porter sur
- le choléra aviaire ;
- l'influenza aviaire ou grippe aviaire ;
- la laryngotrachéite de l'oiseau ;
- la variole aviaire (forme diphtérique) ;
- la psittacose (chlamydiose) chez les psittacidés ;
- la mycoplasmose ;
- la bronchite infectieuse ;
- la maladie de Pacheco du perroquet (psittacidés) ;
- et d'éventuels résultats de traumatismes ou de déshydratation, un renouvellement d'air insuffisant dans les élevages confinés.

## Espèces cibles du virus
- Volaille, surtout le poulet qui y est le plus sensible, avant le canard puis l'oie. Potentiellement tous oiseaux domestiques et sauvages peuvent être infectés par cette maladie.
- Les pigeonniers peuvent être décimés par le virus, ainsi que les élevages d'espèces gibier. À titre d'exemple, en France, après l'apparition des symptômes de la maladie le 18 juillet 2005, le ministère de l'agriculture a fait procéder le 20 juillet à l'euthanasie d'environ 35 000 perdrix et 20 000 faisans d'une ferme de Saint-Mars-de-Coutais (département de la Loire-Atlantique). Le cas précédent en France concernait aussi un élevage de faisans, mais dans le département du Pas-de-Calais en 1999.
- Au Japon des élevages de perruches et oiseaux exotiques ont été décimés.
- Les psittacidés et d'autres oiseaux sauvages peuvent porter le virus et jouer un rôle de réservoir (de plusieurs mois à un an d'excrétion virale pour les psittacidés.

## Voies de transmission
- contamination fécale-orale principalement, via sécrétions, surtout les fientes d'oiseaux infectés
- sol, bâti, aliments, eau, objets, vêtements, etc.

## Traitements, prévention
Comme pour la grippe, il n'y a pas de traitement, les oiseaux touchés sont abattus et leur environnement désinfecté.

### Mesures de précaution/prévention
Elles consiste, dans un cadre réglementaire sanitaire international, à :
- isoler les foyers (quarantaines / attente de 21 jours avant réintroduction de nouveaux effectifs
- détruire les oiseaux d'élevages infectés ou coexposés et éliminer leurs cadavres dans de bonnes conditions. L'abattage des lots infectés doit être total et sans effusion de sang, par gazage (le bromure de méthyle est un pesticide désinfectant qui tue les parasites du sol parfois proposé, mais outre sa toxicité et son coût, il présente le défaut de faire partie des POPs (polluants organiques persistants) ; c'est un gaz à effet de serre, qui contribue à la destruction de la couche d'ozone et fait l'objet d'un projet d'interdiction d'utilisation via le Protocole de Montréal. Le sol d'un poulailler préalablement débarrassé des matières organiques telles que paille et fientes peut être désinfecté thermiquement (vapeur d'eau ou rampe à gaz d'un désherbeur thermique) avec destruction des œufs et des cadavres ;
- mesures d'hygiène (pédiluves, voire utilisation de bottes et vêtements à usage unique ou réservé (dans les élevages industriels) ;
- nettoyer et désinfecter régulièrement les locaux et objets susceptibles de porter le virus, en veillant au choix des produits utilisés (cf risques de résistances et nosocomial) ;
- lutter contre les parasites éventuellement vecteurs ;
- éviter tout contact entre un élevage industriel et des oiseaux dont l'état sanitaire est inconnu et chercher à les limiter dans les élevages individuels et basses-cours. (nourrissage et abreuvage à l'intérieur)
- traçabilité et surveillance des transports et des contacts avec les personnes ;
- élevage par cohortes d'une seule classe d'âge par exploitation, mais ceci implique le travail avec des couvoirs qui peuvent augmenter le risque de propager massivement et brutalement le virus s’il ne font pas l’objet d’une hygiène très rigoureuse. De plus les couvoirs industriels qui fournissent des poussins, canetons ou oisons d’un jour contribuent à un appauvrissement génétique très important et accéléré de la volaille, y compris chez les éleveurs bio quand ils les utilisent. Les sélectionneurs cherchent à produire des souches résistantes aux virus grippaux, mais elles ne le restent généralement pas longtemps face aux capacités exceptionnelles de mutation et de diffusion des virus à ARN.

### Prophylaxie médicale
La prophylaxie médicale se réduit essentiellement à la vaccination (vaccins à virus vivants et/ou en émulsion huileuse).
Des poussins sains sont vaccinés dès leurs quatre premiers jours, mais le vaccin est plus efficace en seconde ou troisième semaine. D'autres infections (à Mycoplasma) peuvent aggraver la réaction vaccinale, risque contourné par l'utilisation de vaccins à virus tué.

#### Vaccination
Les vaccins à virus vivants sont efficaces, mais ils peuvent contribuer à propager le virus. 
Dans les pays riches ou les grands élevages, des vaccins à virus vivants lentogènes type B1 (souche Hitchner B1, souche La Sota) sont utilisés en nébulisation (aérosol) pour une vaccination de masse, et parfois via l'eau de boisson ou encore par voie intranasale ou intraoculaire.
Des vaccins administrés avec l’eau de boisson risquent d'être inactivés par du chlore résiduel, des restes de désinfectants dans les tuyaux et récipients.
Les vaccins à virus inactivés nécessitent une administration individuelle mais offrent une immunité plus durable.
Le vaccin est plutôt donné à l’âge de 2 à 3 semaines si le risque infectieux est jugé faible, ou au premier jour si le risque est jugé élevé, avec un rappel 2 à 3 semaines plus tard, puis (selon le type de vaccin) d’autres rappels toutes les 6 à 8 semaines pour la souche Hitchner B1, - toutes les 8 à 10 semaines pour la souche La Sota, et tous les 6 mois pour les vaccins à virus inactivés.
Les pigeons sont vaccinés avec des virus inactivés (deux injections à un mois d’intervalle dès 4 semaines d’âge) ou par un vaccin spécifique.
Des contrôles sérologiques (sur quelques dizaines d’oiseaux dans une cohorte d’élevage industriel) montrent que le vaccin a été efficace.
Il existe aujourd'hui des vaccins vectorisés qui protègent contre la maladie de Newcastle.